# Kujō (métro de Kyoto)
Kujō (九条駅, Kujō-eki) est une station du métro de Kyoto sur la ligne Karasuma dans l'arrondissement de Minami à Kyoto.

## Situation sur le réseau
La station Kujō est située au point kilométrique (PK) 11,1 de la ligne Karasuma.

## Histoire
La station a été inaugurée le 11 juin 1988.

## Services aux voyageurs

### Accès et accueil
La station est ouverte tous les jours.

### Desserte
- Ligne Karasuma :
  - voie 1 : direction Takeda (interconnexion avec la ligne Kintetsu Kyoto pour Nara)
  - voie 2 : direction Kokusaikaikan